# أتيلا بينتر (لاعب كرة قدم)
أتيلا بينتر (بالمجرية: Pintér Attila)‏ هو لاعب كرة قدم مجري في مركز الدفاع، ولد في 8 سبتمبر 1978 في المجر. لعب مع غيور تورنا أوزتالي ونادي كيكسكيميت.